# 島根県道232号小伊津港線
島根県道232号小伊津港線（しまねけんどう232ごう こいづこうせん）は、島根県出雲市を通る一般県道である。

## 概要
出雲市小伊津町から出雲市西平田町に至る。

### 路線データ
- 起点：島根県出雲市小伊津町
- 終点：島根県出雲市西平田町（平田本田交差点、国道431号交点）
- 総延長：9.2 km

## 路線状況

### 重複区間
- 島根県道23号斐川一畑大社線（出雲市小伊津町 - 出雲市上岡田町）

### 道路施設

#### 橋梁
- 東郷橋（野石谷川、出雲市）
- 新浜橋（久多見橋、出雲市）
- 天神橋（天神川、出雲市）
- 新愛宕橋（平田船川、出雲市）
- 平田大橋（長通川、出雲市）

#### トンネル
- 小伊津トンネル：延長303 m、2002年（平成14年）竣工、出雲市（島根県道23号斐川一畑大社線重複区間内）
- 三津トンネル：延長461 m、1991年（平成3年）竣工、出雲市（島根県道23号斐川一畑大社線重複区間内）

## 地理

### 通過する自治体
- 島根県
  - 出雲市

### 交差する道路
| 交差する道路                            | 交差する場所 | 交差する場所          |
| --------------------------------------- | ------------ | --------------------- |
| 島根県道23号斐川一畑大社線 重複区間起点 | 小伊津町     |                       |
| 島根県道23号斐川一畑大社線 重複区間終点 | 上岡田町     |                       |
| 島根県道250号鰐淵寺線                   | 平田町       | 北本町交差点          |
| 島根県道228号平田停車場線               | 平田町       | 中本町交差点          |
| 島根県道159号出雲平田線                 | 平田町       | 南本町交差点          |
| 国道431号                               | 西平田町     | 平田本田交差点 / 終点 |

### 沿線
- 小伊津港
- 出雲市立さくら小学校
- 出雲市立平田中学校
- 島根県立平田高等学校
- 愛宕山公園
- 出雲市立平田小学校